# Artesunat
Artesunat este un medicament utilizat în tratamentul malariei și este utilizat în combinație cu alte antimalarice, doar curativ, și nu preventiv. Formele farmaceutice disponibile sunt pentru uz intravenos, intramuscular și oral. Artesunat face parte din clasa derivaților de artemisinină.

## Efecte adverse
Artesunat este în general bine tolerat de către pacienții aflați sub tratament. În anumite cazuri, utilizarea sa poate produce reacții adverse precum: bradicardie, reacții alergice sau leucopenie (scăderea numărului de leucocite).